# Campaña de Vizcaya
La campaña de Vizcaya, también conocida como ofensiva de Vizcaya, tuvo lugar en la provincia homónima y parte de las provincias de Álava y Guipúzcoa durante toda la primavera de 1937, en el contexto de la guerra civil española.
Durante la misma se produjeron una serie de combates y batallas con el objeto de hacerse con el control de la provincia vasca y, más concretamente, de su capital, Bilbao. Su posesión era elemental para ambos bandos, tanto por su situación estratégica en la franja cantábrica, controlada por la República, como por sus industrias pesadas y fábricas de armas.

## Antecedentes
Vizcaya era una de las tres que formaban el País Vasco, Euskadi o también conocido como Provincias Vascongadas. En concreto, era la provincia que concentraba la mayor parte de la industria del País Vasco (a la vez que uno de los polos industriales más importantes en el conjunto de España), especialmente en su capital, Bilbao. Esta era la capital de la región autónoma vasca que fuera oficialmente establecida por el Gobierno de la Segunda República Española poco después del comienzo de la Guerra Civil, aunque su instalación estaba prevista ya desde inicios del año 1936. Esta autonomía fue otorgada como recompensa por el apoyo del Partido Nacionalista Vasco a la causa de la República; sin embargo, la primacía política del nacionalismo vasco en Euskadi implicaba la hegemonía de un partido abiertamente conservador y católico como el PNV, que por necesidades de la guerra debía aliarse con los partidos de izquierda de alcance nacional y con los grupos anarquistas, que formaban el sostén básico del bando republicano.
En septiembre de 1936, el Euzko Gudarostea (ejército dirigido por el recientemente formado Gobierno Vasco de José Antonio Aguirre y formado por batallones de distintas ideologías fieles a la República) se mantenía ante las tropas de Emilio Mola tan solo en Vizcaya y la zona oeste de Guipúzcoa. Estas eran las zonas más densamente pobladas de Euskadi, y desde allí se lanzaron, sin éxito, ofensivas locales para expulsar al bando sublevado, que era predominante en las provincias de Álava y Navarra. Tras el fracaso de estas, el Gobierno Vasco y la dirección del Euzko Gudarostea se convencieron de la necesidad de concentrarse más en una doctrina defensiva, vista las nulas capacidades de las tropas vascas en emprender ofensivas contra las poderosas fuerzas de Mola.

## Ejércitos enfrentados

### Fuerzas republicanas
El Ejército Republicano del Norte se encontraba al mando de Llano de la Encomienda, pero esta dirección era más nominal que efectiva, si bien existían tres agrupaciones distintas (y con poca cooperación entre ellas) que respondían por los territorios republicanos del norte: Asturias, Santander y Vizcaya. En el caso vizcaíno, las tropas de esta zona eran en parte las compuestas por el Euzko Gudarostea, que respondían ante el nuevo Gobierno provisional del País Vasco, dirigido por el lendakari José Antonio Aguirre.
Para comienzos de la primavera se habían podido reunir en Vizcaya 46 batallones de infantería, con un total de 30 000 hombres. De estos, 27 batallones estaban formados por nacionalistas vascos, 8 por socialistas, mientras que el resto era una mescolanza entre comunistas, juventudes del JSU y anarquistas. Además, contaban con la presencia de 10 batallones asturianos, muy impopulares entre los nacionalistas vascos. Estas tropas contaban con el apoyo de 75 piezas de artillería, así como de unos pocos tanques T-26 y FT-17 (estos últimos, totalmente inútiles). En el aire, los vascos pudieron echar mano de unos 25 o 30 aviones, toda una mescolanza de biplanos obsoletos requisados o comprados a traficantes de armas en Francia. Como caso único en la España republicana desde el 18 de julio de 1936, había presentes cuerpos de capellanes castrenses, formado por 82 sacerdotes, que asistían (principalmente) a los gudaris de los batallones nacionalistas.

#### El Cinturón de Hierro
Para tratar de evitar la caída de Vizcaya en manos de los sublevados, el Gobierno Vasco levantó el denominado «Cinturón de Hierro», una línea defensiva estática formada por diversos fortines y reductos de cemento, destinado a la defensa de Bilbao, siguiendo las instrucciones del general Alberto de Montaud y Noguerol, cuya eficacia bélica ha sido elogiada por unos y criticada por otros.
De todos modos, como concepción militar, esta línea respondía a la estrategia de defensa estática procedente del alto mando francés en la Primera Guerra Mundial, la cual era compartida entonces por la mayoría de los estados mayores en el mundo. Sin embargo, fueron precisamente los propios encargados del diseño quienes, con su traición, hicieron posible su fracaso. Murga y Anglada fueron fusilados después de ser descubiertos intentando entregar planos a agentes rebeldes. El ingeniero monárquico Alejandro Goicoechea consiguió pasar las líneas del frente, llevándose consigo todos los planos e información del entramado defensivo, que entregó a los atacantes. Lo cierto es que el Cinturón de Hierro no era realmente una línea de fortificaciones perfecta, si bien tenía puntos muy débiles, que hacían que el resto de fortificaciones fueran inútiles ante una penetración masiva y continuada.

### Fuerzas sublevadas
Las tropas de la zona se encontraban al mando de Mola, agrupadas en el conocido como Ejército del Norte. En el ejército de Mola desempeñaba un papel esencial la recién organizada División Navarra, cuyos hombres habían tenido a Guipúzcoa como campo de operaciones el año anterior. Esta división comprendía 18 000 hombres, divididos en cuatro brigadas, dirigidas por los coroneles García Valiño y Alonso Vega, entre otros. Las brigadas navarras tenían el apoyo de la División Flechas Negras, que se componía de 8000 españoles con oficiales italianos, al mando del coronel Sandro Piazzoni. Por otro lado, contaban también con la presencia de unidades terrestres totalmente italianas, tales como la División 23 de Marzo, en actuación conjunta con la Flechas Negras.
Para apoyar a estas fuerzas se reunieron en Vitoria 80 aviones alemanes y otros 70 aviones italianos y españoles se situaron en otros aeródromos de la zona. La armada nacionalista incluía el viejo acorazado España, los cruceros Canarias y Almirante Cervera y el destructor Velasco, además un gran número de barcos más pequeños. En este primer momento de la campaña, muchos fueron los que pensaban que Bilbao podía ser conquistada a las tres semanas del comienzo de las operaciones.

## Operaciones terrestres

### Comienzo de la ofensiva
El mismo día en que Durango era arrasada por la aviación italiana, 31 de marzo de 1937, comenzó la gran ofensiva sublevada sobre Vizcaya; después de un intenso y bien coordinado bombardeo de aviación y artillería, el coronel Camilo Alonso Vega avanzó por la derecha del frente para conquistar las montañas de Maroto, Albertia y Jarindo. Al norte de Villarreal de Álava, en el centro del frente, hubo una lucha violenta en los alrededores de Ochandiano. Las luchas particularmente violentas en torno a esta localidad continuaron hasta el 4 de abril; cada día era bombardeado por entre 40 y 50 aviones y las tropas navarras casi llegaron a cercar a sus defensores. Ante la posibilidad de quedar aislados y caer vivos ante el enemigo, los vascos se retiraron desordenadamente, dejando 600 muertos. Además, las fuerzas sublevadas hicieron 400 prisioneros. En vista de la dura resistencia ofrecida por los republicanos, Mola decidió detener las operaciones, aprovechando la llegada del mal tiempo y reorganizar sus tropas; el general Von Sperrle se quejó ante esta medida.
Después de esta toma de contacto las unidades vascas fortificaron nuevas posiciones, y realizaron nuevos ajustes en el Cinturón de Hierro. El uso táctico de los bombarderos aéreos, por muy inexacto que fuera, había causado gran alarma, y había aumentado el odio a Alemania. Por ello, fueron movilizados más hombres y llegó más material de guerra, de manera que para el 10 de abril los vascos contaban con 140 piezas de artillería. También llegó a Bilbao el general Vladimir Gorev, destacado militar soviético, que ya había jugado un importante papel en Madrid, aunque su llegada y la de otros militares soviéticos no pareció mejorar excesivamente las cosas.
El 20 de abril empezó en Vizcaya un nuevo avance sublevado; cuando hubo cesado el fuego artillero y los bombardeos aéreos, los vascos empezaron a salir de las superficiales trincheras en que se habían refugiado, oyeron las ametralladoras de los navarros. Al grito de ¡¡Estamos copados!!, muchos defensores se retiraron desordenadamente, como ya hubiera ocurrido en Ochandiano. Sin embargo, en la localidad de Elgueta, se habían cavado profundas trincheras entre las onduladas colinas de alrededor, y allí, los soldados dirigidos por el comandante de milicias Pablo Belderráin, rechazaron el ataque. Pero entonces se retiraron dos batallones de la CNT, y esta retirada completó el hundimiento del frente. Ahora los comandante vascos estaban deseando retirarse a las buenas trincheras del Cinturón de Hierro, aunque el estado mayor en Bilbao mostró apatía ante la situación. El 24 de abril Belderrain tuvo que retirarse de Elgeta y el camino quedó abierto para los navarros. Existía un clima de pesimismo y pánico ante lo que se identificaba como una derrota general.

### La destrucción de Guernica

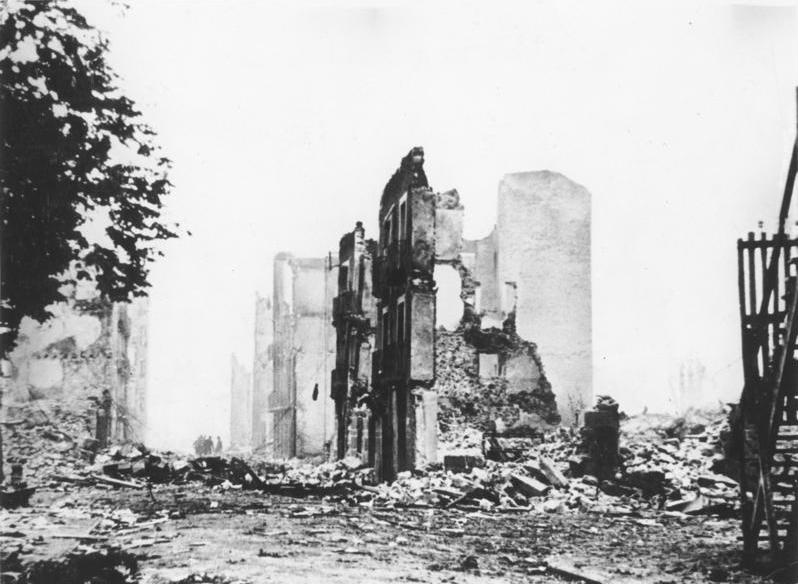
Ruinas de Guernica tras el bombardeo.

Las tropas que se retiraban del frente debían atravesar obligatoriamente Guernica para llegar hasta las posiciones del Cinturón de Hierro. La villa de Guernica era la capital cultural e histórica de los vascos; tenía antes del ataque una población de unas 7000 personas, a las que habría que añadir un gran número de tropas, que se retiraban para preparar la defensa de Bilbao, y refugiados que huían del avance de las tropas franquistas. En ese momento no tenía ningún tipo de defensa antiaérea, aunque sí tenía tres fábricas de armas, una de ellas de bombas de aviación.
El ataque empezó a las 16:30 de la tarde y, aunque posteriormente, se dijo que el objetivo de la operación era la simple voladura de un puente, el hecho real es que tanto el puente, como una fábrica de armas, situada en las afueras de la población, resultaron intactos. No obstante, el ataque fue devastador: los bombarderos lanzaron una gran cantidad de bombas medianas de 250 kg, livianas de 50 kg y más de tres mil proyectiles incendiarios de aluminio de 1 kg. sobre el casco urbano de la ciudad. Los cazas Heinkel He 51, entretanto, disparaban en vuelo rasante a las tropas y civiles que huían del lugar.

### Parón en las operaciones
Entre tanto, el mal tiempo había venido retrasando las operaciones de Mola contra Bilbao. A mediados de mayo las tropas vascas habían retrocedido casi hasta la altura del Cinturón de Hierro, mientras los bombardeos continuaban y la Legión Cóndor experimentaba el lanzamiento de bombas incendiarias sobre los bosques, para obligar a los soldados republicanos a retirarse. Para complicar aún más las cosas, la designación de Aguirre como comandante en jefe del Cuerpo de Ejército vasco (que sería renombrado como el XIV Cuerpo de Ejército) complicó todavía más las relaciones con Llano de la Encomienda (el cual era el jefe del Ejército del Norte). El gobierno, no obstante, tomó cartas en el asunto y fue enviado desde Valencia el nuevo estado mayor del Ejército del Norte republicano (que actuaría al lado del soviético Goriev), a las órdenes de Gámir Ulibarri, que fue enviado en sustitución de Llano de la Encomienda y llegaba al norte «como una promesa de eficacia».
La explicación de la mayor eficacia de los vascos a las órdenes de Gámir residía en el hecho de que había logrado que Aguirre resignara el mando supremo. Entretanto, los aviones enviados para auxiliar a los vascos desde Valencia a través de Francia estaban retenidos en Toulouse por las autoridades francesas. Las autoridades republicanas suponían que Air France había colaborado con ellos llenando los depósitos de sus aviones y permitiéndoles llegar a Vizcaya, pero fueron devueltos a Valencia (previa confiscación de sus ametralladoras). Finalmente, el 22 de mayo, la aviación republicana se aventuró a lanzar sus cazas a través de la España sublevada en dirección a Bilbao. Siete aparatos llegaron sin novedad a su destino, y en las siguientes semanas la República envió 50 aviones más del tipo "I-15", I-16" y "Natasha", que también llegaron sin novedad.
Durante el mes de mayo, aprovechando el mal tiempo que impedía que se reanudara la ofensiva sublevada, habían sido reclutados muchos más hombres para las desgastadas divisiones vascas del renombrado I Cuerpo de Ejército de Euzkadi. Además, a principios de junio llegó por barco un nuevo cargamento de armas checoslovacas entre las que figuraban 55 cañones antiaéreos, 30 piezas de artillería y dos escuadrillas de cazas "Chatos". También llegaron, procedentes de Madrid, algunos otros jefes, entre ellos el inteligente comunista italiano Nino Nanetti, que ya se había distinguido en la 12.ª División durante la batalla de Guadalajara. Por entonces, el Gobierno republicano emprendió dos nuevas ofensivas en otros puntos de España a fin de desviar la atención de los nacionalistas en el frente de Bilbao. La primera de ellas se lanzó contra Huesca, en el frente de Aragón, mientras que la segunda se lanzó contra Segovia, en el Frente de la sierra de Somosierra: El fracaso de ambas selló el destino de Bilbao. No obstante, aún se produciría un acontecimiento preliminar al último acto en la campaña del País Vasco.

### La muerte de Mola
El 3 de junio inesperadamente murió el general Mola, el alma de la Conspiración militar que había dado lugar a la Guerra Civil y la presente ofensiva sublevada en Vizcaya. El avión en que viajaba se estrelló en la colina de Alcocero, cerca de Burgos. Mola solía emplear el avión con frecuencia en sus desplazamientos y no existen pruebas de que hubiera sabotaje, aunque la muerte favorecía claramente a Franco al eliminar al "Director" como rival. El general Dávila, jefe de la Junta de Burgos, sucedió a este como jefe del Ejército del Norte nacionalista.

### Asalto al "Cinturón de Hierro"

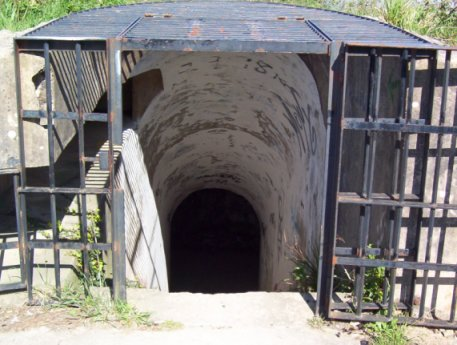
Una de las entradas al cinturón en Archanda

El 11 de junio el Ejército del Norte reanudó los combates. El bombardeo preliminar de 150 piezas de artillería acompañado por ataques aéreos de la Legión Cóndor y la aviación italiana fue particularmente intenso. Aquel golpe quebrantó la resistencia de los defensores vascos concentrados en la última cota de terreno inmediatamente anterior al "Cinturón de Hierro". Al anochecer, los coroneles García Valiño, Bautista Sánchez y Bartomeu, con tres de las seis brigadas navarras, alcanzaron la célebre línea defensiva. Los bombardeos se prolongaron durante toda la noche. Algunas bombas incendiarias cayeron en un cementerio cercano, dando lugar a una macabra escena con los muertos resucitados. En esta situación de máxima urgencia, Gamir podía echar mano de sus reservas de 40 000 hombres, algunos de los cuales eran milicianos asturianos y santanderinos y que, por consiguiente, no compartían buenas relaciones con las unidades vascas. De las unidades euskaldunes, la mitad aproximada estaban integraban por socialistas y comunistas que tampoco compartían el espíritu de "aventura vasca" que se respiraba en las unidades del PNV y de otros grupos nacionalistas vascos. El 12 de junio, una vez que las baterías y las nuevas oleadas de aviones (según Hugh Thomas, aquel día intervinieron 70 bombarderos) hubieron machacado el "Cinturón de hierro" durante varias horas, la brigada de Sánchez Bautista atacó el punto en el monte Gaztelumendi en el que el sistema defensivo era más débil e incompleto. A pesar de la fortaleza, largamente explotada por la propaganda republicana, fueron precisamente los propios encargados del diseño quienes, con su traición, hicieron posible su fracaso. Anteriormente los oficiales Murga y Anglada ya habían sido fusilados después de ser descubiertos intentando entregar planos a agentes rebeldes. Pero el ingeniero pro-monárquico Goicoechea consiguió pasar las líneas del frente llevándose consigo todos los planos e información del entramado defensivo, que entregó a los atacantes.
Un fuerte martilleo de la artillería precedió el comienzo del ataque, de tal forma que los defensores no pudieron distinguir cuando finalizaban los bombardeos artilleros y comenzaba el verdadero ataque. De golpe comenzó la confusión por todos lados en medio del humo y el movimiento enemigo, y los batallones vascos se vieron atenazados por el temor de verse rodeados, por lo que emprendieron la retirada. Así, Bautista Sánchez había roto las líneas republicanas en un frente de 800 metros de longitud al amparo de la oscuridad. Los sublevados se encontraban ahora a menos de 10 km del centro urbano de Bilbao y su artillería podía bombardearlo a placer, además de los ataques de aviación.

### Combates en los alrededores de Bilbao
El 13 de junio todos las tropas vascas que quedaban al otro lado del Cinturón de hierro" fueron trasladados al interior de la capital. La moral de estos había sufrido un duro quebranto, lo cual pone en evidencia que, desde un punto de vista psicológico, un sistema defensivo fijo es un error. Muchos bilbaínos preparaban su huida a Francia. Durante esa misma noche, las autoridades republicanas y vascas empezaron a preparar la evacuación de la mayoría de la población civil de la ciudad, en ese momento principalmente a los funcionarios y personal del gobierno vasco. A la vez, en el Hotel Carlton se celebró una reunión en el curso de la cual Aguirre preguntó a los jefes militares sobre si Bilbao estaba en condiciones de defenderse: Las opiniones eran dispares, si bien al final en el transcurso de la noche el gobierno vasco resolvió defender la capital. Prieto cursó órdenes precisas del ministerio de Defensa a tal efecto. En ellas precisaba que debían destruirse las instalaciones industriales que pudieran ser útiles al enemigo. Pero el hecho de que la mayor parte de la población estaba siendo evacuada hacia el Oeste, hacia Santander, presagiaba el abandono de la capital.
El gobierno vasco se retiró a la aldea de Trucios, dejando en la capital a una Junta de Defensa de Bilbao integrada por el consejero de Justicia, Leizaola, el general Gamir y otros. En estas circunstancias, la retirada de gobierno fue un acto razonable, pero no lo era en otros muchos casos como la del jefe de la Marina de Guerra Auxiliar de Euskadi, Navarro, o la de Guerrica Echevarría, jefe de Artillería, y así como otros muchos más. El 15 de junio, gracias a un contraataque del Coronel Putz, quedó abierta una línea de retirada ante el avance de los carlistas y los fascistas italianos: Belderraín se hallaba al norte; Putz en el centro, y al sur Nino Nanetti. El siguiente ataque se lanzó contra un punto en que Goicoechea (el comandante traidor que se había pasado a los nacionalistas) había revelado que las fortificaciones estaban incompletas. Tras un poderoso bombardeo de la artillería y la aviación rebelde, los hombres de Nanetti huyeron cruzando el río Nervión, sin volar los puentes tras de sí. Quedaba abierto el camino hacia Bilbao. Al día siguiente, 16 de junio, Prieto telegrafió a Gamir ordenándole que defendiera Bilbao a toda costa, y especialmente la zona industrial de la ciudad. 
A pesar del avance franquista, no se produjeron bombardeos aéreos sobre los convoyes republicanos en retirada: estos ya habían aprendido las lecciones de Guernica y Málaga, unos meses atrás. El Consejero de Interior vasco, Jesús María Leizaola, descubrió que se preparaba un plan para destruir la ciudad cuando las fuerzas republicanas se retirasen y lo hizo abortar. El avance sublevado se siguió durante todo ese día; La división de Putz sufrió graves bajas intentando detenerlo. Como preparación del terreno a las fuerzas de tierra, el día 17 de junio cayeron sobre la ciudad 20 000 bombas, al tiempo que los montes y las viviendas situados alrededor de la ciudad cambiaron de manos varias veces. En esta situación se decretó la evacuación de la industria: Algunas fábricas fueron parcialmente evacuadas, otras completamente pero la inmensa mayoría quedaron abandonadas a su suerte. Dentro de Bilbao, los hombres y el material bélico eran evacuados por ferrocarril o por las últimas carreteras que conducen a Santander. No obstante, estas vías de comunicación iban quedando al alcance de la artillería de los Flechas Negras, que proseguían su avance. Al caer la tarde, Leizaola decidió entregar a los franquistas a los presos políticos bajo custodia republicana, para evitar que quedasen sin la vigilancia de los guardianes durante la retirada. Ahora los franquistas controlaban toda la orilla derecha del Nervión, desde la ciudad hasta el mar, como también la mayor parte de la orilla izquierda. El 18 de junio el General Ulibarri retiró los restos de sus tropas de la ciudad; la última de estas unidades salió de la ciudad en la madrugada del 19 de junio, de forma que a primera hora de la mañana Bilbao se encontraba prácticamente desierta de republicanos y nacionalistas vascos.

### La caída de Bilbao y las últimas operaciones
A mediodía del día 19 los sublevados efectuaron una exploración a lo largo del Nervión, confirmando que la ciudad se encontraba abandonada de efectivos militares gubernamentales. Los republicanos habían inutilizado la mayoría de los puentes de la ciudad para dificultar el paso de los franquistas pero la ciudad permaneció intacta en su mayoría, incluyendo sus industrias, que fueron preservadas a pesar de que algunos líderes republicanos habían ordenado su destrucción para que no fueran aprovechadas por los nuevos ocupantes. A media tarde, la V Brigada Navarra a las órdenes de Juan Bautista Sánchez entró en la ciudad y colgó la bandera monárquica en el balcón del Ayuntamiento. Algunos dirigentes políticos vascos se trasladaron a Barcelona, donde formarían una especie de gobierno en el exilio, mientras el general Gamir se ocupó de retirar el máximo posible de tropas en dirección a Santander; En el curso de la operación, perdió al nuevo jefe italiano de la 2.ª División vasca, Nino Nanetti. La retirada de Gamir y sus hombres se vio facilitada gracias a que Franco no tenía mucho interés en proseguir su avance después de la toma de la ciudad, como así denunció el general Kindelán, jefe de la aviación franquista.
Tras la toma de Bilbao, la comarca de Las Encartaciones y la Margen Izquierda seguían controladas por la Républica. El 22 de junio, los sublevados iniciaron la ofensiva final sobre la Margen Izquierda. Baracaldo, Sestao, Portugalete y Santurce fueron tomadas sin hallar resistencia. Le siguieron los municipios de la zona minera. El 25 de junio comienzan las operaciones en Las Encartaciones. Galdames, Güeñes y Gordejuela son los primeros pueblos en caer. Valmaseda cae el 28. El 1 de julio, caen Carranza, Trucíos y Lanestosa, quedando la totalidad de Vizcaya y el País Vasco en manos de los sublevados.

## Operaciones de apoyo

### Frente marítimo: El bloqueo del cantábrico
El 5 de marzo de 1937, tres semanas y media antes de que se iniciara la ofensiva de Vizcaya, primera etapa de la Campaña del Norte, tuvo lugar la batalla del cabo Machichaco en la que se enfrentaron el crucero nacional Canarias y cuatro bous de la Marina de Guerra Auxiliar de Euzkadi que escoltaban al mercante Galdames junto con el destructor José Luis Díez. Al amanecer el Canarias avistó al bou Gipuzkoa y disparó contra él incendiándolo, aunque el Gipúzcoa le plantó cara y logró alcanzar al Canarias con un disparo. Mientras tanto el Bou Bizkaia liberó al mercante de bandera estonia Yorkbrook que había sido apresado por el Canarias (llevaba unas 460 toneladas de material de guerra para la República) escoltándolo a Bermeo. Luego el resto del convoy se encontró con el Canarias que abrió fuego contra el Galdames que fue alcanzado por lo que el mercante paró máquinas y se rindió. Los bous vascos Nabarra y Donostia que lo escoltaban presentaron batalla. El Nabarra resultó hundido y el Donostia logró escapar a puerto francés, pero ambos lograron tocar al Canarias. En cambio el destructor de la Armada republicana José Luis Díez alegó una avería y se dirigió al puerto francés de Burdeos. Allí el 7 de marzo, después de sabotear las turbinas del barco, su comandante desertó junto con otros oficiales. Tampoco intervinieron en la batalla ni los submarinos C-2 y C-5 ni el torpedero T-3. Tres días después de la batalla del cabo Machichaco, el Canarias llevó a cabo la captura del Mar Cantábrico, un transporte procedente de Nueva York y que había hecho escala en Veracruz cuyo puerto de destino era Santander.
Cuando el 31 de marzo de 1937 se inició la ofensiva de Vizcaya ésta fue apoyada por la Armada del bando sublevado, cuya misión era facilitar con fuego naval el avance terrestre por la costa vasca de las tropas sublevadas del general Mola y bloquear y minar los puertos del Cantábrico para evitar el aprovisionamiento de las fuerzas republicanas. Un mes después el acorazado España que participaba en el bloqueo nacional de la costa cantábrica tocó con una mina probablemente propia (fondeada por el minador Júpiter) y se hundió a la altura de Santander, aunque la tripulación fue rescatada por el destructor nacional Velasco.
Inmediatamente después de iniciarse la ofensiva de Vizcaya el lehendakari Aguirre reiteró al gobierno de Valencia la petición que ya había formulado anteriormente de cuatro destructores y de tres submarinos (y sobre todo de aviación) pero solamente fueron enviados al Cantábrico dos submarinos (el C-4 y el C-6) y un destructor, el Císcar recién entregado. Pero los comandantes de las tres unidades navales, al igual que las que ya se encontraban en el Cantábrico (el destructor José Luis Diéz, el submarino C-2 y el torpedero T-3) pronto dieron pruebas de su negligencia y dudosa lealtad a la República, lo que fue denunciado por Aguirre al ministro de Defensa Indalecio Prieto. Solamente el C-6 que estaba mandado por un oficial ruso, plantó cara a la Armada franquista.
La situación se hizo tan insostenible conforme las fuerzas de Mola estrechaban el cerco sobre Bilbao, que el presidente Aguirre ordenó la detención de las dotaciones de los destructores Císcar y José Luis Díez y su sustitución por miembros de los Voluntarios del Mar, el cuerpo creado por el gobierno vasco para dotar de tripulaciones a los bous y otros barcos de la Marina de Guerra Auxiliar de Euzkadi, aunque solamente el comandante del Císcar fue sustituido. Sin embargo, los comportamientos del José Luis Díez y del Císcar no mejoraron demasiado con el cambio, y cuatro días antes de la caída de Bilbao huyeron a un puerto francés, donde sus comandantes y algunos oficiales desertaron.

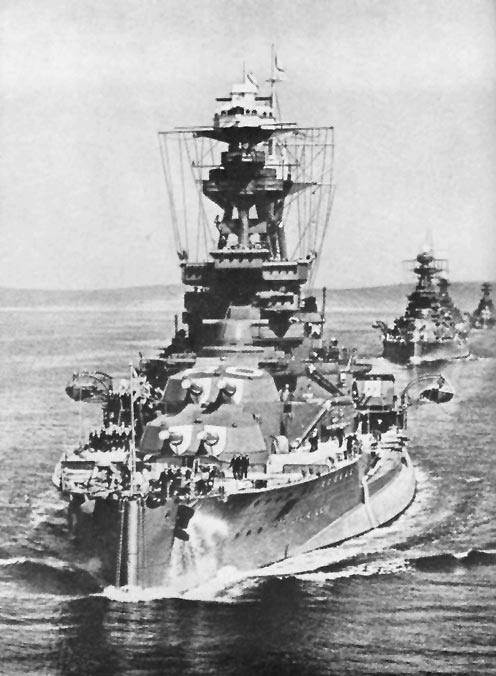
El acorazado Royal Oak visto por proa, fue uno de los buques de la Royal Navy que protegieron a los mercantes británicos que se dirigían a Bilbao

La única ayuda efectiva que recibieron los sitiados en Vizcaya provino de la Royal Navy que protegió a sus mercantes de los barcos de la Armada franquista hasta aguas territoriales españolas, con lo que llegaron con relativa facilidad víveres (no así material bélico ya que la Merchant Shipping (Carriage of Arms to Spain) Act lo prohibía). Estas acciones fueron apoyadas por la opinión pública británica entre la que se había desarrollado una corriente de simpatía hacia los vascos acrecentada por la actuación del gobierno vasco en los primeros meses de la guerra impidiendo la persecución religiosa y la violencia que se desató en el resto de la zona republicana y por los terribles bombardeos de  Durango y de Guernica que conmocionaron a la sociedad británica, incluidos los sectores más profranquistas. El conservador ministro de asuntos exteriores Anthony Eden llegó a decir en la Cámara de los Comunes el 20 de abril de 1937: "Si tuviera que elegir en España, creo que el Gobierno vasco correspondería más a nuestro sistema que los de Franco o la República". El momento más crítico se produjo el 6 de abril cuando el crucero Almirante Cervera intento impedir el paso al puerto de Bilbao del mercante británico Thorpehall lo que provocó la rápida intervención de tres destructores británicos que obligaron a retirarse al buque "nacional", aunque a raíz del incidente el gobierno británico advirtió a los armadores de los peligros que podían correr sus barcos en la costa vasca. Sin embargo, el Seven Seas Spray, con una carga de 3600 toneladas de alimentos, creyó en las garantías dadas por el gobierno vasco de que no correría ningún peligro al llegar a aguas territoriales españolas y entró en el puerto de Bibao, siendo aclamado por la multitud y su capitán agasajado por el gobierno vasco. Al Seven Seas Spray le siguieron otros mercantes y un nuevo intento del crucero "nacional" Almirante Cervera por detenerlos fue de nuevo frustrado por un acorazado y varios destructores de la Royal Navy. Los buques de guerra británico también protegieron a los barcos que evacuaron a miles de refugiados, algunos de ellos llevando exclusivamente niños, cuando era inminente la caída de Bilbao, que se produjo el 19 de junio.
El 27 de agosto, al día siguiente de la toma de Santander, las tropas rebeldes detenían el embarque de los soldados del Ejército Vasco en Santoña en los mercantes británicos Bobie y Seven Seas Spray en virtud del acuerdo alcanzado con los oficiales italianos del CTV en el denominado Pacto de Santoña, que no fue aceptado por el mando nacional.

### Ofensiva aérea sobre Vizcaya

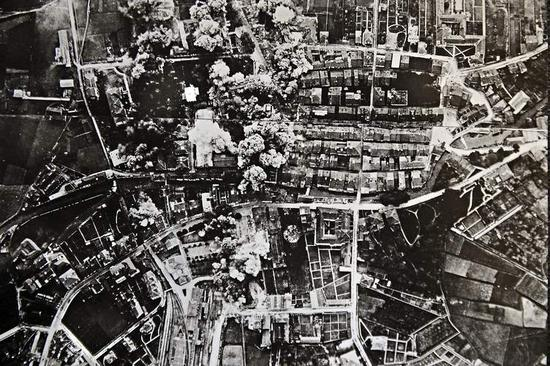
Fotografía aérea del bombardeo de Durango tomada por uno de los aviones italianos que perpetraron el ataque

Para la ofensiva las fuerzas sublevadas contaban con unos 70 aviones italianos de la Aviación Legionaria y unos 80 alemanes de la Legión Cóndor. Precisamente la ofensiva se inició el 31 de marzo de 1937 con el bombardeo de dos poblaciones vascas de la retaguardia: Durango y Elorrio. El bombardeo de Durango fue uno de los más terribles de la guerra civil ya que la villa no constituía ningún objetivo militar importante por lo que se pretendió fue atemorizar a la población civil, como ya había sucedido en Madrid a partir del fracaso del asalto frontal a la ciudad a mediados de noviembre de 1936. El ataque fue realizado por doce Savoia-Marchetti S.M.81 italianos que causaron una gran destrucción y las víctimas, cuyo número superó las 250 personas, fueron en su mayoría civiles, muchos de los cuales estaban asistiendo a misa a primeras horas de la mañana. Por eso entre ellos se encontraba un sacerdote y once monjas de clausura. "Era la primera vez que de un modo tan violento se atacaba desde el aire, en Vizcaya, a una población situada en la retaguardia. La finalidad clara era causar la desmoralización". En el frente norte fue el primer bombardeo aéreo a una ciudad indefensa y desató una oleada de indignación. El cónsul británico en Bilbao que visitó Durango tras el bombardeo afirmó que la acción "supera de mucho por su saña y encono, a los [bombardeos] que él había contemplado durante la Gran Guerra"
Ese mismo día también fue bombardeado Elorrio dos veces por ocho Marchetti S.M.81 italianos. Las órdenes que había recibido el grupo de bombardeo italiano que debía realizar las misiones sobre Elorrio y Durango eran que se debían usar bombas pesadas y repetir las agresiones tantas veces como fuera necesario para impedir que llegaran los refuerzos al sector afectado. Pero las previsiones militares de un avance rápido por parte de las tropas sublevadas no se cumplieron. Ataques similares sufrieron Ochandiano, Ermua, Elgueta y Guerricaiz.
Bilbao y su área industrial fue objeto de bombardeos casi diarios por la aviación facciosa gracias a la superioridad de que gozó durante toda la Campaña del Norte, y de la que en repetidas ocasiones se quejaron las autoridades vascas al gobierno de Valencia ("indefensión produce tropas [y] retaguardia profunda impresión", comunica Aguirre el 8 de abril), pidiéndole que le enviara aviones para detener el avance de los sublevados ("situación hácese gravísima cada momento sin que baste heroísmo tropas que pueden derrumbarse rápidamente", comunica Aguirre el 23 de abril). El bombardeo más grave fue el que se produjo el domingo 18 de abril en el que en pocos minutos murieron 67 personas, entre ellas varias mujeres y niños, y 110 resultaron heridas. Los aviones atacantes fueron seis aparatos de la Legión Cóndor alemana (tres Heinkel He 111 y tres Dornier Do-17, uno de los cuales fue derribado por los cazas republicanos). En alguno ocasión lo que lanzaban los aviones eran octavillas llamando a la rendición de la ciudad firmadas por el general Mola.
El lunes 26 de abril tuvo lugar el bombardeo de Guernica, sin duda el bombardeo de mayor impacto en la zona republicana y en la opinión pública internacional de toda la guerra civil española. Aunque hubo un primer bombardeo pasadas las 4 de la tarde protagonizado por tres aviones italianos Marchetti S.M.79 y un Dornier Do-17 alemán, el grueso del ataque se produjo a las seis de la tarde a cargo de 19 Junkers Ju 52 alemanes de la Legión Cóndor que lanzaron bombas explosivas y también incendiarias que redujeron la villa de Guernica a cenizas (más del 70% de los edificios fueron destruidos). Además a continuación los cazas de escolta italianos Fiat C.R.32 y alemanes Messerschmitt Bf 109 ametrallaron a la población civil en el interior y en los alrededores de la villa que pretendía huir. Aunque los agresores alegaron que el objetivo era destruir un puente para dificultar la retirada de las tropas del ejército vasco, el uso de bombas incendiarias y el número de aviones que se emplearon prueba que el objetivo era destruir la ciudad y sembrar el pánico entre la población civil (murieron entre 250 y 300 personas [aunque algunos estudios recientes han rebajado la cifra a 126], que es una cifra proporcionalmente muy elevada pues representa alrededor del 5% de los habitantes que tenía Guernica en esos momentos). Milagrosamente se salvaron la Casa de Juntas de Guernica y el árbol de Guernica, así como el puente que quedó intacto a pesar de ser el supuesto objetivo de los agresores. Como la repercusión internacional del bombardeo fue enorme, gracias especialmente a los artículos que escribió el corresponsal del The Times de Londres, George Steer, la propaganda franquista se inventó la patraña de que la ciudad había sido destruida por los propios republianos, mentira que se mantendría durante toda la guerra y durante prácticamente toda la dictadura franquista. Al impacto del bombardeo contribuyó notablemente que ese fuera el tema escogido por el pintor Pablo Picasso para el cuadro que le había encargado el gobierno republicano para el pabellón español de la Exposición Universal de París de 1937. Lo que todavía discuten los historiadores es si el bombardeo fue una iniciativa alemana de la Legión Cóndor o fue ordenado por el "Generalísimo" Franco.
Después de Guernica los bombardeos sobre Bilbao y su área industrial fueron constantes. Todos los días sonaban las sirenas de alarma, que causaban temor entre la población. En el del 12 de mayo tres Heinkel He 111 y dos Dornier Do-17 de la Legión Cóndor lanzaron bombas sobre los depósitos de Campsa incendiándolos. Tres días después lanzaban octavillas instando a la población a rendirse. En ese mismo mes de mayo la Legión Cóndor bombardea los bosques con bombas incendiarias, para obligar a retirarse a los republicanos. A partir del 22 de mayo, la República envía a los aeropuertos vascos, atravesando el territorio en poder de Franco, unos 50 "Moscas" y "Chatos", de los que se pierden 5. El 11 y 12 de junio se producen bombardeos masivos sobre el Cinturón de Hierro de Bilbao, previos al ataque artillero y al avance de las tropas. El 14 de junio los cazas efectúan ataques rasantes sobre la carretera de Bilbao a Santander, atacando a las tropas y a los civiles que huyen de Bilbao, que cae en manos de las tropas sublevadas al día siguiente.
El afán destructivo de la campaña de Vizcaya, según el testimonio de algunos oficiales alemanes, fue una decisión expresa de los generales del bando sublevado. Por ejemplo, Von Richthofen refiere la insistencia del general Mola de que los bombarderos de la Legión Cóndor destruyeran la industria de Vizcaya, una idea que Von Richthofen consideraba una "idiotez": "destruir inmediatamente algo que se quiere tomar poco después". Por otro lado los oficiales alemanes de la Legión Cóndor reconocían que uno de los objetivos de los bombardeos había sido "atemorizar en profundidad" a la población civil, para que de esa forma "al enemigo no le resultara fácil forzar al orden y a la tranquilidad a una población que ya había sido aterrorizada una vez", según recoge un informe elaborado por un oficial alemán nada más terminar la campaña de Vizcaya a mediados de junio de 1937.

## Consecuencias

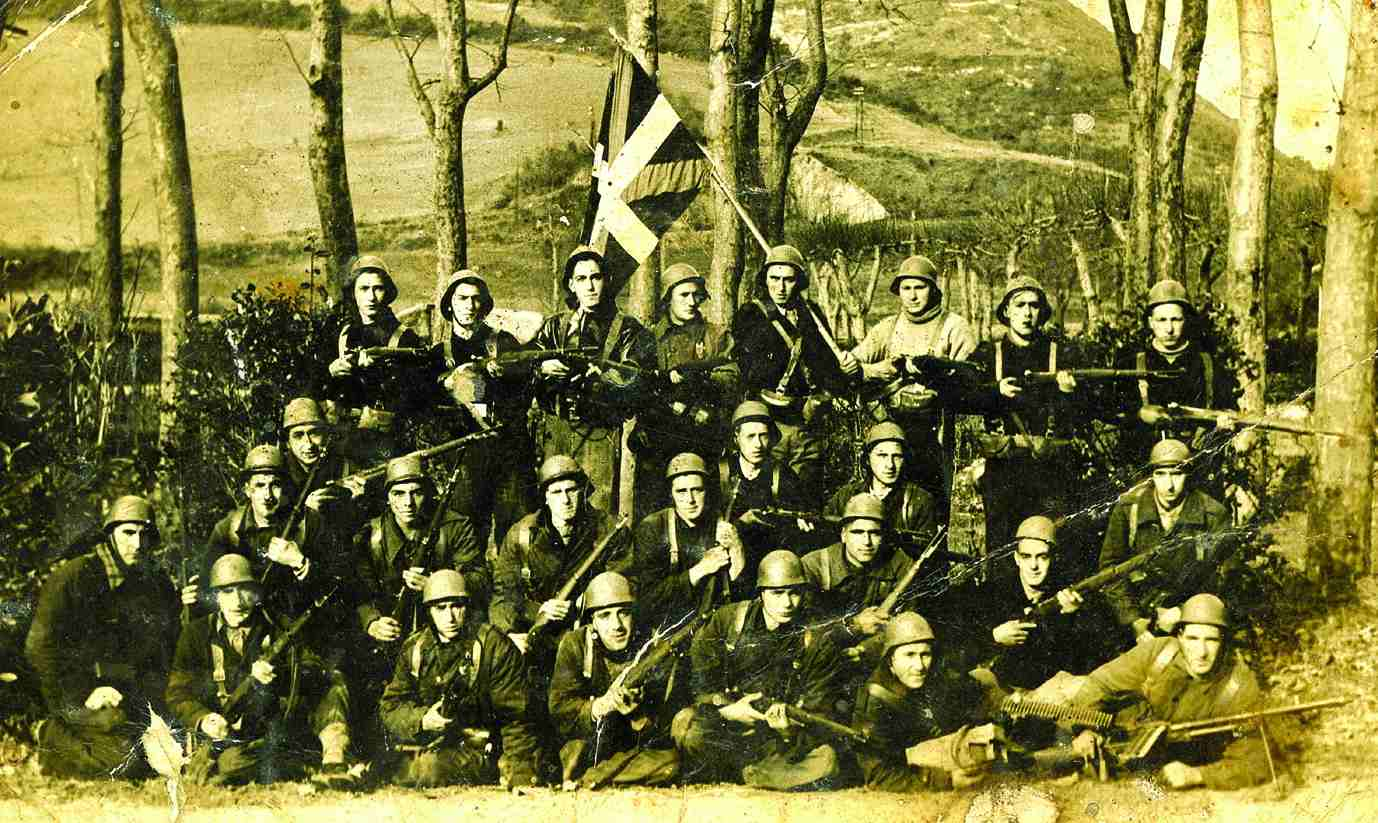
Soldados del Batallón Amaiur compuesto por vecinos de Gabiria (Guipúzcoa) en 1937

No se produjeron represalias inmediatas y se hicieron pocos prisioneros civiles, pero los conquistadores se dedicaron de inmediato a destruir los sentimientos separatistas de los vascos nacionalistas. Se despidió a los maestros que se hubieran alineado con la República o con el gobierno vasco. La industria pesada de Bilbao había permanecido entera hasta el final y no se había destruido en los últimos momentos; Los ingenieros alemanes visitaron los altos hornos, las minas de hierro y las laminadoras de Bilbao, hallándolos intactos para continuar la producción en situaciones futuras. Lo mismo ocurrió con la importante planta química de Galdácano, la única industria española capaz de fabricar granadas de artillería (Vizcaya producía la mitad de explosivos de toda España). Con la caída de Bilbao, quedaron en manos de Franco los tres principales nudos de telecomunicaciones de España (los otros dos eran Vigo y Málaga).
La caída de Bilbao y toda la zona de Vizcaya supuso un durísimo golpe para la República, pues con ello desapareció uno de sus más importantes centros mineros e industriales, que además pasaba a engrosar las fuerzas del Bando nacional. Para el conjunto del llamado Frente del Norte fue una catástrofe, porque constituía uno de los principales puntos neurálgicos en los que se apoyaba la defensa de las otras dos provincias en su mayor parte controladas por los republicanos: la por entonces provincia de Santander y Asturias. Con la caída de Bilbao también se creaba un problema de tipo político, ya que al caer la última provincia vasca en manos de Franco, para la mayoría de integrantes del Eusko Gudarostea y el PNV la lucha carecía ya de sentido, algo que se demostraría durante la lucha en Santander con el denominado Pacto de Santoña.
Franco y los vencedores fueron muy duros en el trato que iban a dar a la provincia conquistada así como Guipúzcoa, conquistada hacía ya varios meses. Mediante el decreto ley n.º 247, se las consideró como Provincias traidoras, quedando abolido también el concierto económico que existía en esos territorios. La lengua vasca fue prohibida, y todos aquellos que hubieran colaborado con el gobierno vasco y las autoridades republicanas fueron duramente reprimidos y, en algunos casos, fusilados.